# Cracow Indological Studies
Cracow Indological Studies (CIS) – indologiczne czasopismo naukowe w języku angielskim, wydawane od 1995 roku przez Zakład Języków i Kultur Indii i Azji Południowej Instytutu Orientalistyki Uniwersytetu Jagiellońskiego (do 2014 roku: Zakład Indianistyki), powołane przez pracowników tego zakładu: Marzennę Czerniak-Drożdżowicz, Iwonę Milewską, Lidię Sudykę i Cezarego Galewicza.

## Profil
Czasopismo jest adresowane do indologów, religioznawców, historyków, historyków sztuki, historyków literatury, antropologów kultury i kulturoznawców zainteresowanych Indiami. Obejmuje tematycznie zebrane, napisane w języku angielskim artykuły z dziedziny indologii oraz recenzje.
Opiekę merytoryczną nad czasopismem sprawuje Komitet Redakcyjny Cracow Indological Studies (redaktor naczelny, redaktor tematyczny tomu, redaktor językowy i członkowie redakcji) oraz Rada Naukowa CIS.
Obecnie CIS posiada 12 punktów na liście B MNiSW. Znajduje się w bazach Index Copernicus i Central and Eastern Online Library.

## Historia
Pierwszy tom CIS, wydany w 1995 roku przez Enigma Press (skład Komitetu Redakcyjnego: Marzenna Czerniak-Drożdzowicz, Cezary Galewicz, Iwona Milewska, Przemysław Piekarski, Lidia Sudyka), zawierał przede wszystkim referaty wygłoszone podczas International Conference on Sanskrit and Related Studies, która odbyła się w Krakowie w 1993 roku.
Od roku 2000, kiedy wydano drugi tom CIS, czasopismo ukazuje się nakładem krakowskiej Księgarni Akademickiej.
W 2011 roku powołano redaktora naczelnego, sekretarza redakcji, redaktora językowego (native speakera języka angielskiego) i utworzono Radę Naukową składającą się z badaczy z ośrodków zagranicznych. Wprowadzono także system dwóch anonimowych recenzji. Od roku 2011 tomy wydawane są w nowej szacie graficznej, a oprócz kopii papierowych posiadają także wersje elektroniczne.

## Obecny skład redakcji
- Redaktor naczelny: Lidia Sudyka (Zakład Języków i Kultur Indii i Azji Południowej Instytutu Orientalistyki Uniwersytetu Jagiellońskiego)
- Redaktor/redaktorzy tematyczni dla każdego tomu
- Redaktor językowy: Ramon Shindler (Instytut Anglistyki UJ)
- Sekretarz: Anna Nitecka (Zakład Języków i Kultur Indii i Azji Południowej Instytutu Orientalistyki Uniwersytetu Jagiellońskiego)

### Członkowie Komitetu Redakcyjnego
- Marzenna Czerniak-Drożdżowicz (Zakład Języków i Kultur Indii i Azji Południowej Instytutu Orientalistyki Uniwersytetu Jagiellońskiego)
- Ewa Dębicka-Borek (Zakład Języków i Kultur Indii i Azji Południowej Instytutu Orientalistyki Uniwersytetu Jagiellońskiego)

### Rada Naukowa
Członkowie krajowi:
- Marzenna Czerniak-Drożdżowicz
- Cezary Galewicz
- Lidia Sudyka

Członkowie zagraniczni:
- Johannes Bronkhorst (Uniwersytet w Lozannie)
- Imre Bangha (Uniwersytet w Oksfordzie)
- Klaus Karttunen (Uniwersytet w Helsinkach)
- Marion Rastelli (Austriacka Akademia Nauk w Wiedniu)